# Azri Suhaili
Azri Suhaili (* 12. Juli 2002 in Singapur), mit vollständigen Namen Muhammad Azri Suhaili Bin Muhammad Azar, ist ein singapurischer Fußballspieler.

## Karriere
Azri Suhaili steht seit 2019 bei Geylang International unter Vertrag. Der Verein spielt in der ersten Liga, der Singapore Premier League. Sein Erstligadebüt gab er am 16. März 2019 im Spiel gegen die Tampines Rovers. Hier wurde er in der 78. Minute für Syahiran Miswan eingewechselt.